# リーギコグ
リーギコグ（エストニア語: Riigikogu）は、エストニア共和国の一院制議会。

## 概要
- 設置年：1991年
- 任期：4年（解散あり）（憲法第60条第3項・第4項）
- 定数：101（憲法第60条第1項）
- 選挙制度：自由名簿式比例代表制（全国を12ブロックに区分し、各ブロックから5 - 14人を選出。全国で法定得票率5%を獲得した政党のみ議席獲得）（憲法第60条第1項において、比例代表選挙で選出することが定められている）

## 最近の総選挙

### 2023年総選挙
- 3月5日実施
- 選挙結果：改革党37[+3]、保守人民党17[-2]、中央党16[-10]、エストニア200 14[新]、社会民主党9[-1]、祖国党8[-4]

### 2019年総選挙
- 3月3日実施
- 選挙結果：改革党34[+4]、中央党26[-1]、保守人民党19[+12]、祖国党12[-2][注釈 1]、社会民主党10[-5]

### 2015年総選挙
- 3月1日実施
- 選挙結果：改革党30[-3]、中央党27[+1]、社会民主党15[-4]、祖国共和連合14[-9]、自由党8[新]、保守人民党7[+7]　※保守人民党は旧国民連合

### 2011年総選挙
- 3月6日実施
- 選挙結果：改革党33[+2]、中央党26[-3]、祖国共和連合23[+4]、社会民主党19[+9]　※緑の党と国民連合は、法定得票率5%に達することができず議席喪失

### 2007年総選挙
- 3月4日実施
- 選挙結果：改革党31、中央党29、祖国共和連合19、社会民主党10、緑の党6、国民連合6

政党の詳細については「エストニアの政党」を参照。

## 選挙権・被選挙権
1. 選挙権：18歳以上のエストニア国民が有する（憲法第56条第1項、同第57条第1項）。裁判所により法的無能力を宣告されている者は、選挙権を失う（憲法第57条第2項）。
2. 被選挙権：21歳以上の選挙権を喪失していないエストニア国民が有する（憲法第60条第2項）。また、議員に就任した場合には、他のいかなる公職も兼任してはならない（憲法第63条第1項）。

## 行政との関係
議院内閣制を採用している。首相と大統領は、ともに議会から選出され、一般に与党の党首が首相に就任する。大統領は間接選挙による選出（複選制）であるため、実際の権限は限定されている。
リーギコグが政府か首相に対する不信任を過半数により採択した場合には、政府は3日以内に大統領にリーギコグの解散と総選挙の実施を提案しなければならず（憲法第97条第4項）、さもなければ総辞職となる。また政府は、特定の法案について自らへの信任と連結させることができるが（憲法第98条第1項）、その法案が否決された場合には、政府は総辞職となる（同条第2項）。

## 議会の権限
議会の権限には、次のものがある（憲法第65条各号）。
1. 法律・動議の採択
2. 国民投票実施の決定
3. 大統領の選出
4. 国際条約の批准・破棄
5. 政府の組織に関する首相への授権
6. 予算の採択、決算の承認
7. 大統領の提案に基づく、最高裁判所長官・エストニア中央銀行総裁・会計検査院総裁・法務総裁・軍最高司令官の任命
8. 最高裁判所長官の提案に基づく、最高裁判所裁判官の任命
9. エストニア中央銀行理事の任命
10. 政府の提案に基づく、国債の発行・引き受け
11. エストニア国民、他国、国際組織への声明・宣言の発布
12. 褒賞、軍の序列、外交の序列の設定
13. 政府、首相、個別の大臣のいずれかに対する不信任の採択
14. 国家非常事態の宣言
15. 大統領の提案に基づく、宣戦または動員令の布告

## 委員会
以下の11の常任委員会が設置されている（リーギコグ手続規則・院内規則第18条各号）。
1. 欧州連合（EU）事務委員会
2. 環境委員会
3. 文化事務委員会
4. 地方事務委員会
5. 経済事務委員会
6. 憲法委員会
7. 財政委員会
8. 国防委員会
9. 社会事務委員会
10. 外務委員会
11. 法務委員会

## 立法手続

### 法律の発案権
法律の発案権は、1. リーギコグ議員、2. リーギコグ内会派、3. リーギコグ内委員会、4. 政府、5. 大統領（憲法改正法律案のみ）にある（憲法第103条第1項）。また、リーギコグの賛成多数の動議をもって、リーギコグが望む法律を政府に提案させることができる（同条第2項）。また、国籍法や統治機構に関する重要法律など17種類の法律は、制定・改正はリーギコグ議員多数の専権としている（憲法第104条第2項）。

### 法律案の審査手続
三読会制が採用されている。通常の法律案は、以下のような手順をたどる。
(1) 法律案を議長に提出する（リーギコグ手続規則・院内規則法第91条第1項）。

　↓

(2) 第一読会：法律案の一般原則について審議（同第98条第2項）。

　↓

(3) 第二読会：法律案の条文について審議（同第105条第1項）。法律案の修正動議についても、このときに投票がなされる（同第106条各項）。

　↓

(4) 第三読会：第一読会、第二読会を経た最終法律案につき、最終投票に付される（同第110条各項、第111条各項）
ただし国際協約・条約に関する法律案については、運営委員会が三読会制の動議を提出しない限り、二読会制により審査される（同第115条）。

### 予算案の審査手続
政府は、予算案を会計年度開始3月前までにリーギコグに提出する（リーギコグ手続規則・院内規則法第119条第1項）。法律案と同様に、三読会制により審査される（同第120条第1項）。

### 国民投票への付託
リーギコグは、法律案や重要国政問題を国民投票に付託することができる（憲法第105条第1項）。国民投票で賛成多数を得た法律案は、ただちに大統領により公布され、拘束力を有する（同条第3項）。逆に賛成多数を得られなかった場合には、リーギコグは直ちに解散され、総選挙が実施される（同条第4項）。ただし、(1) 予算・税金・公債、(2) 条約の批准・廃棄、(3) 非常事態の宣言・解除は、国民投票に付託できない（憲法第106条）。

### 大統領の承認
法律は大統領が公布するが（憲法第107条第1項）、大統領は公布を拒否し、14日以内に理由を添付してリーギコグに回付することができる。これに対してリーギコグは、修正せずに法律案を大統領に再提出することもできる。その際に大統領は、最高裁判所に法律案の違憲審査を行わせることができる。ただし、最高裁判所が合憲とみなした場合には、大統領はその法律を公布しなければならない（同条第2項）。

## 憲法改正手続

### 憲法改正案の提出
- 憲法改正案の発案権は、1. リーギコグの5分の1の議員、2. 大統領のいずれかである（憲法第161条第1項）
- 非常事態か戦争状態にあるときは、憲法を改正することはできない（同条第2項）
- 憲法改正案が否決された場合は、同一事案の憲法改正案を1年間提出することができない（憲法第168条）

### 改正手続の詳細
- 憲法改正手続は、以下の3種類がある。なお、改正憲法の施行日は、改正成立の日から最短でも3か月後である（憲法第167条）。憲法改正法律案は、リーギコグにおける三読会で議論される。第一読会と第二読会の間は最短でも3か月、第二読会と第三読会の間は最短でも１か月、それぞれ空ける。そして第三読会では、憲法委員会の提案に従って改正方法が決定されることになる（憲法第163条第2項、リーギコグ手続規則・院内規則法第124条第1項・第2項）。改正の方法には、以下の3種類があげられる。

1. 国民投票（憲法第163条第1項第1号）：
憲法の第1章「総則」と第15章「憲法改正」は、この手続の場合によらなければ改正されない（憲法第162条）。憲法委員会が国民投票による改正を提案した場合には、リーギコグの5分の3の議員がこれに賛成することにより、国民投票への付託が決定する。5分の3に満たなかった場合には、憲法改正法律案そのものが廃案となる。付託を要求する動議の提出から国民投票の実施までは、最短でも3か月空ける（憲法第164条、リーギコグ手続規則・院内規則法第125条第1項から第6項）。国民投票で賛成多数が得られた場合には、憲法改正が成立する。
2. リーギコグにおける2期連続の手続（憲法第163条第1項第2号）：
憲法委員会が2期連続の手続を提案した場合には、まず1期目（すなわち現在審議中の会期）でリーギコグ議員の多数の賛成を得なければならない。多数の賛成が得られなかった場合には、憲法改正法律案そのものが廃案となる。続く2期目の第一読会で憲法改正法律案を修正せず（ただしリーギコグ手続規則・院内規則第126条第3項は、修正動議の提出そのものを認めていない）、その後リーギコグ議員の5分の3が賛成した場合には、憲法改正が成立する。5分の3に満たなかった場合は、廃案となる（憲法第165条第1項・第2項、リーギコグ手続規則・院内規則法第126条第1項から第5項）。
3. リーギコグの緊急手続（憲法第163条第1項第3号）：
憲法委員会が緊急手続を提案した場合には、リーギコグの5分の4の議員が賛成することで、憲法改正法律案が緊急事案であるとの動議が提出される。5分の4に満たなかった場合には、憲法改正法律案そのものが廃案となる。動議の提出に基づき行われる会議で、リーギコグ議員の3分の2の議員が憲法改正法律案に賛成した場合には、憲法改正が成立する。3分の2に満たなかった場合は、廃案となる（憲法第166条、リーギコグ手続規則・院内規則法第127条第1項から第3項）。